# Anoplischius sagranianus
Anoplischius sagranianus là một loài bọ cánh cứng trong họ Elateridae. Loài này được Du Val miêu tả khoa học năm 1857.